# Ottawa, Illinois
Ottawa là một thành phố thuộc quận LaSalle, tiểu bang Illinois, Hoa Kỳ. Năm 2010, dân số của thành phố này là 18768 người.

## Dân số
Dân số qua các năm:
- Năm 2000: 18307 người.
- Năm 2010: 18768 người.